# Zigma8
Zigma8 — всемирное брендинговое агентство, основанное в Тегеране, с офисами также в Канаде и Германии. Агентство работает на всех платформах, включая телетрансляции, печать, цифровую и социальную рекламу. Некоторые из наиболее узнаваемых работ Zigma8 включают рекламные кампании для Аграрного банка Ирана, Иранского банка экспорта, Day Bank, Atlas Mall, Takdaneh, Sepehr Monavar Group, Opple lighting Group и MEDEEN Pharma.
В 2017 году журнал Drum назвал Zigma8 самым известным рекламным агентством. Агентство входит в число первых шести рекламных и маркетинговых компаний в журнале Forsate Emrooz. Zigma8 является единственным иранским рекламным агентством, которое стало аффилированным членом 4As (Американской ассоциации рекламных агентств). Zigma8 выиграла награду на фестивале рекламы в Иране в разделе «Дизайн бренда» за дизайн креативного пакета в конкурсе дизайна упаковки Takdaneh, а также награду за лучшую печатную награду от Министерства культуры и исламского руководства Ирана.